# 奥尔姆
奥尔姆（法語：Ormes，法語發音：[ɔʁm]）是法国卢瓦雷省的一个市镇，位于该省西部，省会奥尔良市区以北，属于奥尔良区。

## 地理
奥尔姆（47°56'28"N, 1°49'14"E）面积18.15 平方千米，位于法国中央-卢瓦尔河谷大区卢瓦雷省，该省份为法国中北部省份，北起埃松省，西北接厄尔-卢瓦省，西南接卢瓦-谢尔省，南至涅夫勒省和谢尔省，东临约讷省，东北接塞纳-马恩省。
与奥尔姆接壤的市镇（或旧市镇、城区）包括：布莱莱巴尔、比西圣利法尔、日迪、安格雷、萨朗。

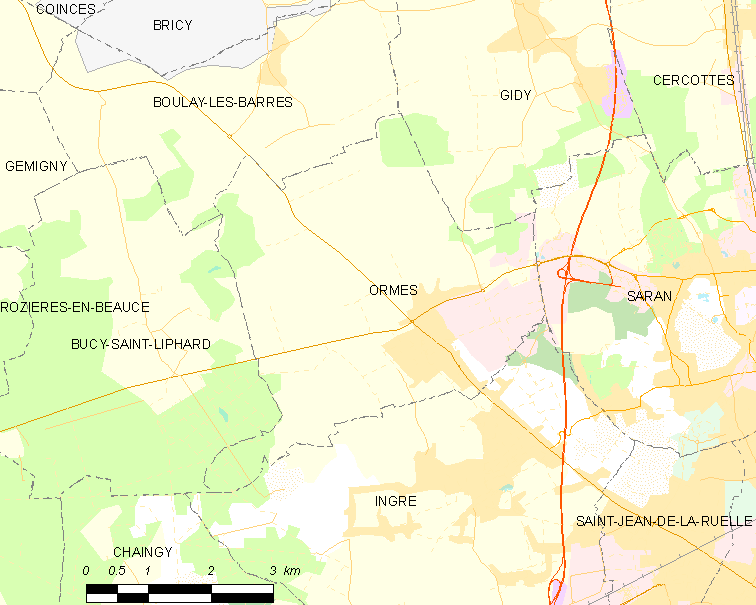
奥尔姆的OSM定位图

奥尔姆的时区为UTC+01:00、UTC+02:00（夏令时）。

## 行政
奥尔姆的邮政编码为45140，INSEE市镇编码为45235。

## 政治
奥尔姆所属的省级选区为奥尔良第三县。

## 人口

1962-2008年间奥尔姆人口变化图示

奥尔姆于2022年1月1日时的人口数量为4341人。